# Anomala pendleburyi
Anomala pendleburyi är en skalbaggsart som beskrevs av Ohaus 1932. Anomala pendleburyi ingår i släktet Anomala och familjen Rutelidae. Inga underarter finns listade i Catalogue of Life.